# IllWill
Illwill fue una banda de heavy metal con algunos toques de thrash y speed sueca de efímera vida. Fue formada en 1997 por diversos y reputados músicos de la escena heavy metal europea como el guitarrista sueco Andy LaRocque (exmiembro de Death y gutiarrista de King Diamond), el bajista Sharlee D'Angelo (exmiembro de Sinergy, Mercyful Fate, Witchery, Arch Enemy, Spiritual Beggars), el batería Snowy Shaw (ex Dream Evil, King Diamond, Mercyful Fate...) y el vocalista Jonas Dahlstrom (de la banda de versiones de Judas Priest llamada Desert Plains).
El grupo publicó una demo en 1997 llamada Revolution, y en 1998 publicaron su único larga duración titulado Evilution, si bien se vieron obligados a separarse tras la edición de este primer disco al volver LaRocque y Shaw con King Diamond para la grabación de su disco Voodoo.